# Manhattan Stories
Pour plus de détails, voir Fiche technique et Distribution.
Manhattan Stories (Person to Person) est une comédie américaine écrite et réalisée par Dustin Guy Defa, sortie en 2017.

## Synopsis
Lors d'une journée à New York, plusieurs personnes qui ne se connaissent pas se croisent ou non mais ils sont tous reliés d'une façon ou d'une autre.
Benny est un féru de vinyles collectors et il s'apprête à s'offrir un disque rare de Charlie Parker. Mais il doit s'occuper de son colocataire Ray, dépressif depuis qu'il a posté des photos de nu de sa petite copine sur le Net pour se venger d'elle.
Claire est une chroniqueuse judiciaire en herbe qui doit faire équipe avec Phil, un journaliste d'investigation pour un tabloïd aux méthodes douteuses et prêt à tout pour dénicher un scoop. Leur enquête sur un suicide les mène à Jimmy, un horloger qui en sait beaucoup sur ce fait divers qui s'avère être un meurtre...
Wendy, une étudiante, tente de persuader sa meilleure amie Melanie que ses idéaux féministes ne sont pas compatibles avec les désirs sexuels.
Pendant ce temps, un adolescent précoce découvre sa sexualité.

## Fiche technique
- Titre : Manhattan Stories
- Titre original : Person to Person
- Réalisation, scénario et montage :  Dustin Guy Defa
- Photographie : Ashley Connor
- Production : Toby Halbrooks, James M. Johnston et Sara Murphy
- Sociétés de production : Bow and Arrow Entertainment, Park Pictures et Forager Film
- Sociétés de distribution :  Magnolia Pictures (États-Unis), UFO Distribution (France)
- Pays d'origine : États-Unis
- Langue originale : anglais
- Format : couleur
- Genre : Comédie
- Durée : 84 minutes
- Dates de sortie :
  - États-Unis : 20 janvier 2017 (Festival du film de Sundance)
  - France : 28 juillet 2017 (sortie nationale)

## Distribution
- Abbi Jacobson : Claire
- Michael Cera : Phil
- Tavi Gevinson : Wendy
- Bene Coopersmith : Benny
- George Sample III : Ray
- Philip Baker Hall : Jimmy
- Isiah Whitlock Jr. : Buster
- Michaela Watkins : la veuve
- Olivia Luccardi : Melanie
- Ben Rosenfield : River
- Buddy Durress : Paul
- Eleonore Hendricks : Francis
- Benny Safdie : Eugene
- Marsha Stephanie Blake : Janet
- Okieriete Onaodowan : Lester
- Brian Tyree Henry : Mike
- Marvin Gurewitz : Oscar
- Steve Urbanski : Gary
- Craig Butta : Darryl
- Dakota O'Hara : Ron
- David Zellner : Kent